# Spiradiclis
Spiradiclis là một chi thực vật có hoa trong họ Thiến thảo (Rubiaceae).

## Loài
Chi Spiradiclis gồm các loài: